# Victoria (sång)
Victoria är en av låtarna på Magnus Ugglas album Alla får påsar från 1993. Låten skrev Uggla till sin fru Lollo när hon skulle fylla 35 år . Namnet anspeglar på Kronprinsessan Victoria och han sjunger "Ja, jag vet, du är ingen Victoria, ingen prinsessa alls", men i slutet av låten sjunger han "men ändå känns det nog ändå som jag gjort lyckoskottet, och att jag faktiskt lever jävligt nära slottet". Låten handlar om att älska någon riktigt mycket, trots personens brister.
Låten tog sin in på Svensktoppen, där den låg under perioden 29 maj-9 juli 1994, med andraplats som högsta placering där. Den låg också på Trackslistan i tre veckor